# メドゥーノ
メドゥーノ（伊: Meduno）は、イタリア共和国フリウリ＝ヴェネツィア・ジュリア州ポルデノーネ県にある、人口約1,500人の基礎自治体（コムーネ）。

## 地理

### 位置・広がり

#### 隣接コムーネ
隣接するコムーネは以下の通り。
- カヴァッソ・ヌオーヴォ
- フリザンコ
- セクアルス
- トラモンティ・ディ・ソプラ
- トラモンティ・ディ・ソット
- トラヴェージオ

### 気候分類・地震分類
メドゥーノにおけるイタリアの気候分類 (it) および度日は、zona E, 2904 GGである。
また、イタリアの地震リスク階級 (it) では、zona 1 (sismicità alta) に分類される。